# Csepel-Királymajor
Pour les articles homonymes, voir Csepel.
Királymajor est un quartier situé dans le 21e arrondissement de Budapest. 